# زينوساغا إيبيسود 1
زينوساغا إيبيسود 1: دير فايل زور ماخت (بالإنجليزية: Xenosaga Episode I: Der Wille zur Macht)‏ و (باليابانية: ゼノサーガ エピソードI 力への意志) هي لعبة فيديو تقمص الأدوار تم تطويرها عن طريق شركة مونوليث سوفت وتم إنتاجها عن طريق شركة نامكو في سنة 2002 لأجهزة بلاي ستيشن 2، عبارة Der Wille zur Macht الموجودة في اسم اللعبة تشير إلى عبارة قالها فريدريك نيتشه.